# Clarence Thomas
Clarence Thomas (Pin Point, Georgia; 23 de junio de 1948) es un juez asociado de la Corte Suprema de los Estados Unidos. Fue nominado por el presidente George H. W. Bush y confirmado por el Senado estadounidense para suceder a Thurgood Marshall y es el segundo afroestadounidense en servir en la corte. Desde 2018, es el miembro más antiguo Tribunal, en el cual lleva 33 años y 147 días hasta hoy.
Thomas creció en Savannah, Georgia, y fue educado en el Colegio de la Santa Cruz y en la Facultad de Derecho de Yale. Fue nombrado fiscal general adjunto en Misuri en 1974 y más tarde accedió al ejercicio privado de la abogacía allí. En 1979, se encargó de la asistencia legislativa del senador John Danforth y en 1981 fue nombrado subsecretario de Derechos Civiles en el Departamento de Educación de los Estados Unidos. En 1982, el presidente Ronald Reagan nombró a Thomas presidente de la Comisión para la Igualdad de Oportunidades en el Empleo de los Estados Unidos (EEOC).
En 1990, el presidente George H. W. Bush propuso a Thomas para un puesto en el Corte de Apelaciones de los Estados Unidos para el Circuito del Distrito de Columbia.  Ocupó este cargo durante diecinueve meses antes de ascender a la Corte Suprema de los Estados Unidos. Las audiencias de confirmación de Thomas fueron enconadas y muy incisivas, centradas en la acusación a Thomas de  acoso sexual a la abogada Anita Hill, una subordinada suya en el Departamento de Educación y en la EEOC.  Hill afirmó que Thomas le hizo múltiples propuestas sexuales y de carácter personal, a pesar de que ella le pidió repetidamente que dejara de hacerlo. Thomas y sus partidarios afirmaron que Hill, así como los testigos que la apoyaron, habían inventado las acusaciones para evitar el nombramiento de un conservador negro para el tribunal. El Senado finalmente confirmó a Thomas por una votación de 52 a 48.
Los especialistas en la Corte Suprema describen la jurisprudencia de Thomas como textualista, enfatizando el "significado original" de la Constitución y los estatutos de Estados Unidos. También es, junto con el juez Neil Gorsuch, un defensor del Derecho natural. Thomas es considerado como el miembro más conservador de la corte. También es conocido por haber pasado más de una década sin hacer preguntas durante los argumentos orales.

## Educación y primeros años

### Infancia
Clarence Thomas nació en 1948 en Pin Point, Georgia, una pequeña comunidad predominantemente negra cerca de Savannah fundada por un antiguo esclavo después de la Guerra civil. Era el segundo de los tres hijos de M.C. Thomas, un trabajador agrícola y Leola Williams, una trabajadora doméstica. Eran descendientes de esclavos estadounidenses, y la familia hablaba Idioma gulá como primera lengua. Los antepasados conocidos más antiguos de Thomas eran esclavos llamados Sandy y Peggy, que nacieron a finales del siglo XVIII y eran propiedad del acaudalado plantador Josiah Wilson del condado de Liberty, Georgia. El padre de Thomas abandonó la familia cuando él tenía dos años. Después de que un incendio en su casa los dejara sin hogar, Thomas y su hermano menor Myers fueron llevados a vivir a Savannah con sus abuelos maternos, Myers y Christine (née Hargrove) Anderson.
Allí, tuvo comodidades tales como agua corriente y comidas regulares por primera vez. Myers Anderson tenía poca educación formal, pero había montado un próspero negocio de fuel oil que también vendía hielo. Thomas llama a su abuelo "el hombre más grande que he conocido". Cuando Thomas tenía 10 años, Anderson comenzó a llevar a la familia a ayudar en una granja todos los días desde el amanecer hasta el atardecer. Su abuelo creía en el trabajo duro y la autosuficiencia, y aconsejaba a los niños que "nunca dejen que el sol los atrape en la cama" (despertar antes del amanecer). El abuelo de Thomas también recalcó a sus nietos la importancia de obtener una buena educación.

### Educación
Criado en la Iglesia Católica, asistió a St. Pius X, de mayoría de estudiantes negros, durante dos años antes de trasladarse al seminario St. John Vianney's Minor en la Isle of Hope, donde era uno de los pocos estudiantes negros. También asistió brevemente a Conception Seminary College, un seminario católico en Misuri. Nadie en la familia de Thomas había asistido a la universidad. En varias entrevistas, Thomas declaró que dejó el seminario después del asesinato de Martin Luther King, Jr.. Había escuchado a otro estudiante decir después del tiroteo: "Bien, el hijo de puta murió."  No creía que la iglesia hiciera lo suficiente para combatir el racismo.
A sugerencia de una monja, Thomas se inscribió en el Colegio de la Santa Cruz en Worcester, Massachusetts como estudiante de transferencia. Mientras estuvo allí, Thomas ayudó a fundar la Unión de Estudiantes Negros. Una vez se unió a una huelga de la escuela después de que algunos estudiantes negros fueron castigados, mientras que los estudiantes blancos no lo fueron, por cometer la misma violación. Algunos de los sacerdotes negociaron con los estudiantes negros que protestaban para volver a ingresar a la escuela.
Habiendo hablado el Idioma gulá cuando era niño, Thomas se dio cuenta en la universidad de que todavía sonaba con acento a pesar de haber sido instruido en gramática inglesa en la escuela, y eligió  especialización en literatura inglesa "para conquistar la idioma." En Holy Cross, también fue miembro de Alpha Sigma Nu y de Purple Key Society. Thomas se graduó de Holy Cross en 1971 con un A.B.  cum laude  en literatura inglesa. Thomas tuvo una serie de aplazamientos del reclutamiento militar, mientras estaba en la universidad en Holy Cross. Al graduarse, fue clasificado como  1-A y recibió un número de selección bajo, lo que indica que podría ser seleccionado para servir en la  Vietnam. Thomas falló su examen médico, debido a  curvatura de la columna, y no fue reclutado.

### Educación jurídica
Thomas ingresó en la Escuela de Derecho Yale, de la cual recibió un Juris Doctor (J.D.) en 1974. Louis Pollak había escrito en 1969 que la facultad de derecho estaba expandiendo su programa de cuotas para los solicitantes negros, con hasta 24 ingresandos ese año bajo un sistema que restaba importancia a las calificaciones y puntuaciones. Thomas indica que los bufetes de abogados a los que postuló después de graduarse de Yale no tomaron en serio a su Juris Doctor; asumieron que lo obtuvo debido a las políticas de Acción afirmativa en Estados Unidos lo que luego contribuyo a sus posturas contra los derechos afirmativos para minorías. Según Thomas, "los bufetes de abogados también "hicieron preguntas puntuales, sugiriendo sin tapujos que dudaban de que yo fuera tan inteligente como indicaban mis calificaciones." Reflexionó además: “Quité una pegatina de quince centavos de un paquete de puros y la pegué en el marco de mi título de abogado para recordarme el error que había cometido al ir a Yale. Nunca cambié de opinión sobre su valor. (Para el título no era valioso porque sentía que se lo habían dado solo por ser negro)

### Influencias literarias
En 1975, cuando Thomas leyó Raza y economía del economista Thomas Sowell, encontró una base intelectual para su filosofía. El libro criticaba las reformas sociales del gobierno y, en cambio, defendía la acción individual para superar las circunstancias y la adversidad. También fue influenciado por Ayn Rand, particularmente El manantial, y más tarde pediria que sus empleados vieran la versión cinematográfica de 1949 de la novela. Thomas dijo más tarde que el novelista Richard Wright había sido el escritor más influyente de su vida. Los libros de Wright Native Son y Black Boy "capturan muchos de los sentimientos que tenía dentro y que aprendes a reprimir"." Thomas reconoce tener "algunas inclinaciones libertarias muy fuertes.

## Carrera

### Inicios

Thomas con Presidente Ronald Reagan en 1986, mientras se desempeñaba como presidente de la Comisión de Igualdad de Oportunidades en el Empleo

Después de graduarse, Thomas estudió para el colegio de abogados de Misuri en la Facultad de Derecho de la Universidad de Saint Louis. Fue admitido en el colegio de abogados de Misuri el 13 de septiembre de 1974. De 1974 a 1977, fue secretario auxiliar de Justicia de Misuri bajo el cargo de fiscal general del Estado John Danforth, un compañero, exalumno de Yale. Thomas era el único miembro afroamericano del personal de Danforth. Primero trabajó en la división de apelaciones penales de la oficina de Danforth y luego pasó a la división de ingresos e impuestos. Retrospectivamente, considera que el puesto de asistente del fiscal general es el mejor trabajo que ha tenido. Cuando Danforth fue elegido para el Senado de los Estados Unidos en 1976, Thomas se fue para trabajar como abogado de la Monsanto Chemical Company en St. Louis, Misuri.
Se mudó a Washington D. C. y nuevamente trabajó para Danforth de 1979 a 1981 como asistente legislativo manejando asuntos de energía para el Comité Senatorial de Comercio. Los dos hombres compartían un vínculo común en el sentido de que habían estudiado para ser ordenados, aunque en diferentes  denominaciones cristianas. Danforth defendió a Thomas para la Corte Suprema.
En 1981, se unió a la administración de Reagan, sirviendo primero como subsecretario de educación de la oficina de derechos civiles en el  U.S. Departamento de Educación, y luego, de 1982 a 1990, como presidente de la Comisión de Igualdad de Oportunidades en el Empleo de los Estados Unidos ("EEOC"). El periodista Evan Thomas opinó una vez que Thomas era "abiertamente ambicioso para un cargo superior" durante su mandato en la EEOC. Como presidente, promovió una doctrina de autosuficiencia y detuvo el enfoque habitual de la EEOC de presentar demandas por discriminación, en lugar de perseguir actos de discriminación individual. También afirmó en 1984 que los líderes negros estaban "viendo la destrucción de nuestras comunidades" mientras "maldecian, maldecian, maldecian" a Reagan en lugar de trabajar con la administración Reagan para aliviar el embarazo adolescente, el desempleo y el analfabetismo.

### Juez federal
El 30 de octubre de 1989, Thomas fue propuesto por el presidente George H. W. Bush para un cargo de juez en el Corte de Apelaciones de los Estados Unidos para el Circuito del Distrito de Columbia después de la salida de Robert Bork.Este hecho supuso un antes y un después en la carrera del juez Thomas, que no se había planteado previamente la carrera judicial. Thomas ganó el apoyo de otros afroamericanos, como el ex secretario de transporte  William Coleman, pero dijo que cuando se reunió con el personal blanco del  partido Demócrata en el  Senado de los Estados Unidos, estaba "impresionado por lo fácil que se había vuelto para los blancos santurrones acusar a un hombre negro de no preocuparse por los derechos civiles."
La audiencia de confirmación de Thomas transcurrió sin incidentes. Fue confirmado por el Senado de los Estados Unidos el 6 de marzo de 1990 y recibió su comisión el mismo día. Mantuvo relaciones cordiales durante sus 19 meses en la corte federal, incluida la jueza Ruth Bader Ginsburg.

### Nominación y confirmación de la Corte Suprema

#### Anuncio y audiencias
Cuando el juez asociado  William Brennan se retiró de la Corte Suprema en julio de 1990, Thomas era el favorito del presidente George HW Bush entre los cinco candidatos en su lista para el puesto. Sin embargo, en última instancia, después de consultar a sus asesores, el presidente propuso a David Souter de la Corte de Apelaciones de Estados Unidos para el Primer Circuito. Un año después, el juez Thurgood Marshall, el único juez afroamericano en la Corte, anunció su retiro y el presidente Bush nominó a Thomas para reemplazarlo. Al anunciar su selección el 1 de julio de 1991, Bush se refirió a Thomas como "el mejor calificado en este momento".
Los presidentes de EE. UU. han presentado tradicionalmente a posibles candidatos a tribunales federales a la American Bar Association (ABA) para obtener una  calificación confidencial de su temperamento judicial, competencia e integridad en una escala de tres niveles, de bien cualificado, cualificado o no cualificado. Adam Liptak de The New York Times señaló que la ABA históricamente ha adoptado posiciones izquierdistas en general sobre temas divisivos, y los estudios sugieren que los candidatos nominados por los presidentes demócratas obtienen mejores resultados en las calificaciones del grupo que aquellos nominado por republicanos. Anticipando que la ABA calificaría a Thomas peor de lo que pensaban que merecía, la Casa Blanca y los senadores republicanos presionaron a la ABA por al menos la cualificación de nivel medio, y simultáneamente intentaron desacreditar a la ABA como partidista.  La ABA calificó a Thomas como cualificado, aunque con uno de los niveles más bajos de apoyo para un candidato a la Corte Suprema. Algunas de las declaraciones públicas de los oponentes de Thomas presagiaron la pelea de confirmación que se produciría. Tanto los grupos de interés liberales como los republicanos en la Casa Blanca y el Senado se acercaron a la nominación como una campaña política.
El procurador general Richard Thornburgh había advertido previamente a Bush que reemplazar a Thurgood Marshall, quien fue ampliamente venerado como un ícono de los derechos civiles, por cualquier candidato que no se percibiera que compartía las opiniones de Marshall dificultaría el proceso de confirmación.  Las organizaciones de derechos civiles y feministas se opusieron al nombramiento basándose en parte en las críticas de Thomas a la acción afirmativa y las sospechas de que Thomas podría no ser partidario de " Roe v. Wade".
Las audiencias de confirmación formal de Thomas comenzaron el 10 de septiembre de 1991. Thomas se mostró reticente al responder las preguntas de los senadores durante el proceso de nombramiento, recordando lo que le había sucedido a Robert Bork cuando Bork expuso su filosofía judicial  durante sus audiencias de confirmación cuatro años antes. Los primeros escritos de Thomas habían hecho referencia con frecuencia a la teoría legal de ley natural; durante sus audiencias de confirmación, Thomas se limitó a afirmar que considera la ley natural como el "trasfondo filosófico" de la Constitución.
Después de un extenso debate, el Comité Judicial votó 13-1 el 27 de septiembre de 1991 para enviar la nominación de Thomas al Senado en pleno, sin recomendación. Una moción previa en el mismo día para dar a la nominación una recomendación "favorable" había fallado 7-7.

#### Acusaciones de Anita Hill
Al concluir las audiencias de confirmación del comité, y mientras el Senado en pleno debatía si dar la aprobación final a la nominación de Thomas, se filtró a la prensa una entrevista del FBI con Anita Hill. Como resultado, el 8 de octubre se pospuso la votación final y se reabrieron las audiencias de confirmación. Fue sólo la tercera vez en la historia del Senado que se tomó una medida de este tipo, la anterior en 1925, cuando la nominación de Harlan F. Stone se volvió a enviar al Comité Judicial.
Hill fue citada ante el Comité Judicial y declaró que Thomas la sometió a comentarios de naturaleza sexual, que ella consideró constituían acoso sexual, en sus palabras, "comportamiento que no es apropiado para una persona que será miembro de la Corte".  El testimonio de Hill incluyó detalles espeluznantes, y algunos senadores la interrogaron agresivamente.
Thomas fue llamado a comparecer ante el comité. Negó las acusaciones, diciendo:

Esta no es una oportunidad para hablar sobre asuntos difíciles en privado o en un ambiente cerrado. Esto es un circo. Es una desgracia nacional. Y desde mi punto de vista, como estadounidense negro, en lo que a mí respecta, es un linchamiento novedoso para negros engreídos que de alguna manera se dignan pensar por sí mismos, hacer por sí mismos, tener ideas diferentes. Y es un mensaje de que, a menos que se doblegue ante un orden antiguo, esto es lo que le sucederá. Un comité del Senado de los Estados Unidos lo linchará, lo destruirá y lo caricaturizará en lugar de colgarlo de un árbol.

A lo largo de su testimonio, Thomas defendió su derecho a la privacidad. Dejó en claro que no iba a exhibir su vida personal para el consumo público, permitir que el comité (o cualquier otra persona) investigara su vida privada o describir las discusiones que pudo haber tenido con otros sobre su vida privada. El comité aceptó su derecho a hacerlo. En 2007, Thomas escribió " My Grandfather's Son: A Memoir", en el que abordó las acusaciones de Anita Hill y la fuerte audiencia de confirmación.
Hill fue la única persona que testificó públicamente que Clarence Thomas la había acosado sexualmente. Angela Wright, quien trabajó con Thomas en la EEOC antes de que la despidiera, decidió no testificar, pero presentó una declaración escrita alegando que Thomas la había presionado para una cita y había hecho comentarios sobre la anatomía de la mujer. Sin embargo, dijo que no sintió que su comportamiento fuera intimidante ni que se sintiera acosada sexualmente, aunque admitió que "algunas otras mujeres podrían haberlo hecho". Además, Sukari Hardnett, ex asistente de Thomas, escribió al comité del Senado que aunque Thomas no la había acosado, "si eras joven, negra, mujer y razonablemente atractiva, sabías muy bien que te estaban inspeccionando y auditando como mujer."
Además de Hill y Thomas, el comité escuchó a varios otros testigos en el transcurso de tres días, del 11 al 13 de octubre de 1991. Una ex colega, Nancy Altman, que compartía oficina con Thomas en el Departamento de Educación, testificó que escuchó prácticamente todo lo que dijo Thomas en el transcurso de dos años y nunca escuchó ningún comentario sexista u ofensivo. Altman no encontró creíble que Thomas pudiera haberse involucrado en la conducta alegada por Hill sin que ninguna de las docenas de mujeres con las que trabajó se diera cuenta. Reflejando el escepticismo de algunos miembros del comité, el senador Alan K. Simpson cuestionó en un momento por qué Hill se reunió, cenó y habló por teléfono con Thomas en varias ocasiones después de que ya no trabajaban juntos.

#### Votos del Senado

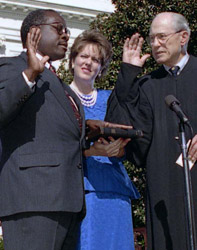
Clarence Thomas prestó juramento como miembro de la Corte Suprema de Estados Unidos por el juez Byron White durante una ceremonia en la Casa Blanca el 23 de octubre de 1991, mientras la esposa Virginia Thomas mira

Tras el testimonio sobre acusaciones de acoso sexual, el Senado, el 15 de octubre de 1991, votó a favor de confirmar a Thomas como juez asociado de la Corte Suprema por 52 a 48 votos. En total, Thomas ganó con el apoyo de 41 republicanos y 11 demócratas, mientras que 46 demócratas y dos republicanos votaron para rechazar su nominación.
Los 99 días que transcurrieron desde la fecha en que se presentó la nominación de Thomas al Senado hasta la fecha en que el Senado votó si aprobarla fue el segundo periodo más largo de los 16 nominados que recibieron una votación final desde 1975, solo superado por Robert Bork, quien esperó 108 días; y el voto fue el margen más estrecho para la aprobación desde 1881, cuando Stanley Matthews (Stanley Matthews (juez de la Corte Suprema) fue confirmado 24-23.  Vicepresidente Dan Quayle presidió la votación en su papel de Presidente del Senado, preparado para emitir un voto de desempate si fuera necesario para la confirmación.
Ocho días después de que Thomas ganó la confirmación del Senado, el 23 de octubre, recibió su comisión y tomó los juramentos constitucionales y judiciales prescritos (establecidos por la ley federal) y se convirtió en la 106.º miembro de la Corte. Fue juramentado por el juez Byron White en una ceremonia inicialmente programada para el 21 de octubre, pero fue pospuesta debido a la muerte de la esposa del presidente del Tribunal Supremo William Rehnquist.

## Percepción del público
Thomas está asociado con el lado más conservador de la Corte. Thomas rara vez ha concedido entrevistas a los medios durante su tiempo en la corte. Dijo en 2007: "Una de las razones por las que no hago entrevistas con los medios es que, en el pasado, los medios a menudo tenían su propio guión". En 2007, Thomas recibió un anticipo de 1,5 millones de dólares por escribir sus memorias, My Grandfather's Son, que se convirtió en un éxito de ventas. Fue el tema de la película documental de 2020  Creados iguales: Clarence Thomas en sus propias palabras .
El biógrafo de Thomas Scott Douglas Gerber ha opinado que los ataques a Thomas por parte de críticos como Jeffrey Toobin han sido inusualmente mordaces. Gerber dijo que una de las razones puede ser la raza de Thomas.

Hay varias explicaciones para este fenómeno. El primero se basa en la raza y la etnia. No debemos olvidar que Thurgood Marshall, el predecesor del juez Thomas en la Corte Suprema y el primer afroamericano designado, también fue duramente criticado durante su proceso de nombramiento y en sus primeros días en la Corte. El hecho de que el juez Thomas sea negro, sin duda, ha jugado un papel similar en la forma en que ha sido evaluado, sin importar cuánto odiemos admitirlo.

Otros críticos han esbozado razones distintas. Plantean decepción de que Thomas se haya apartado tanto de la jurisprudencia de su predecesor, Thurgood Marshall. Otras causas de las duras críticas a Thomas pueden ser la naturaleza intrínsecamente explosiva de las acusaciones de conducta sexual inapropiada, la sospecha entre algunas personas de que Thomas no fue comunicativo durante sus audiencias de confirmación y la creencia de que, irónicamente, la nominación de Thomas fue una especie de acción afirmativa similar a los programas que ha criticado como juez.
Thomas ha dicho que tiene preferencia por los empleados que no son de Ivy League (las universidades tradicionalmente consideradas de la elite de USA), aunque los ha contratado. Algunas universidades de las que Thomas ha contratado son la  Notre Dame Law School, Creighton, Rutgers, George Mason, y la University of Utah.
En 2006, Thomas tenía una calificación de 48% favorable, 36% desfavorable, según Rasmussen Reports.
Se percibió que la influencia de Thomas, particularmente entre los conservadores, aumentó significativamente durante la presidencia de Donald Trump, y la administración nombró a muchos de sus ex secretarios para cargos políticos y jueces.

## Filosofía judicial

### Conservadurismo y originalismo
Thomas es a menudo descrito como un  originalista, o  textualista, y miembro del ala  conservador de la Corte Suprema. También se le describe a menudo como el miembro más conservador de la Corte Suprema, aunque otros le dieron al juez Antonin Scalia esa designación. Scalia y Thomas tenían filosofías judiciales similares pero no idénticas, y los expertos especulan sobre el grado en que Scalia pensaba que algunas de las opiniones de Thomas eran inverosímiles.
La jurisprudencia de Thomas también ha sido descrita como similar a la del juez Hugo Black, quien "resistió la tendencia a crear una política social de puro papel ". (Para los seguidores del derecho natural, crear leyes nuevas sin referencia a la lógica o las costumbres de la sociedad provoca que las leyes sean solo un papel sin valor).  Según el mismo comentarista, Thomas generalmente se niega a participar en la elaboración de leyes judiciales y, en cambio, considera que el papel constitucional de la corte es la interpretación de la ley, más que la elaboración de la ley.

### Alineación de la votación
Thomas votó con mayor frecuencia con el presidente del Tribunal Supremo William Rehnquist y el juez Antonin Scalia en su primer mandato en la Corte Suprema. En promedio, de 1994 a 2004, Scalia y Thomas tuvieron una alineación de votación del 87%, la más alta en la corte, seguida por Ruth Bader Ginsburg y David Souter (86%). La tasa de acuerdo de Scalia y Thomas alcanzó su punto máximo en 1996, al 98%. En 2004, sin embargo, se observó que otros pares de jueces estaban más alineados que Scalia y Thomas.
La creencia convencional de que los votos de Thomas siguen a los de Scalia se refleja en la observación de Linda Greenhouse de que Thomas votó con Scalia el 91 por ciento del tiempo durante el período de octubre de 2006, y con Justicia John Paul Stevens como mínimo, el 36% del tiempo. Jan Crawford afirma que, hasta cierto punto, esto también es cierto en la otra dirección, que Scalia a menudo se une a Thomas en lugar de Thomas a Scalia. Estadísticas compiladas anualmente por Tom Goldstein demuestran que el recuento de Greenhouse es específico de la metodología, contando los casos no unánimes en los que Scalia y Thomas votaron por el mismo litigante, independientemente de si llegaron allí por el mismo razonamiento. 
Crawford escribió en su libro sobre la Corte Suprema que las opiniones contundentes de Thomas movieron "a moderados como Sandra Day O'Connor más a la izquierda".  pero con frecuencia atrajo votos de Rehnquist y Scalia. Mark Tushnet y Jeffrey Toobin observaron que Rehnquist rara vez asignaba opiniones mayoritarias importantes a Thomas porque las opiniones de este último le dificultaban persuadir a la mayoría de los jueces para que se unieran a él.

### Número de opiniones disidentes
De 1994 a 2004, en promedio, Thomas fue el tercer disidente más frecuente en la corte, detrás de Stevens y Scalia. Otros cuatro jueces disintieron con tanta frecuencia en 2007. Tres jueces disintieron con frecuencia en 2006. 1 solo otro juez discrepó con tanta frecuencia en 2005.

### Stare decisis
Thomas habló favorablemente sobre el concepto de  Precedente , o permanecer en el precedente, durante sus audiencias de confirmación, afirmando que "stare decisis" proporciona continuidad a nuestro sistema, proporciona previsibilidad, y en nuestro proceso de toma de decisiones caso por caso, creo que es un concepto muy importante y crítico". Sin embargo, según Antonin Scalia, Thomas "no cree en  stare decisis . Esta evaluación es consistente con el historial de Thomas: En la duración del mandato, Thomas instó a invalidar y se unió para invalidar precedentes con más frecuencia que cualquier otro juez durante la Corte.
También de acuerdo con Scalia, Thomas está más dispuesto a invalidar casos constitucionales que él: "Si una línea constitucional de autoridad está equivocada, él diría que hagámoslo bien. Yo no haría eso". El profesor de derecho Michael Gerhardt, sin embargo, dice que la caracterización de Thomas por Scalia puede ser incorrecta, dado que Thomas ha apoyado dejar intacto un amplio espectro de decisiones constitucionales. La creencia de Thomas en el originalismo es fuerte; Él ha dicho: "Cuando nos enfrentamos a un choque de principios constitucionales y una línea de casos irracionales totalmente divorciados del texto, la historia y la estructura de nuestro documento fundacional, no debemos dudar en resolver la tensión a favor del significado original de la Constitución. " Thomas cree que una decisión errónea puede y debe anularse, sin importar la antigüedad.
En 2005, mientras era profesora asistente de derecho en la Facultad de Derecho de Notre Dame, Amy Coney Barrett escribió que Thomas apoya la "[Precedente| stare decisis]]" estatutaria. Sus ejemplos citados incluyen la opinión concurrente de Thomas en Fogerty v. Fantasy,510 U.S. 517 (1994).
En Franchise Tax Board of California v. Hyatt" (2019), Thomas escribió la decisión 5-4 a lo largo de líneas ideológicas anulando' 'Nevada v . Hall  (1979), la decisión anterior que decía que los estados podían ser demandados en tribunales de otros estados. Thomas afirmó que la "stare decisis" "no es una orden inexorable". Thomas rechazó explícitamente el concepto de intereses de confianza como justificación para adherirse al precedente. En desacuerdo con  Franchise Tax Bd. of Cal. , el juez Stephen Breyer preguntó qué otras decisiones podrían eventualmente ser anuladas. Breyer sugirió que "Roe v. Wade" (1973) podría ser anulado. Breyer afirmó que es mejor dejar los precedentes en paz a menos que se los considere erróneos o no sean prácticos.
En Flowers v. Mississippi (2019), una decisión de 7-2, en un desacuerdo con el fallo que anula la sentencia de muerte del residente de Misisipi Curtis Flowers, junto con Neil Gorsuch, escribió Thomas una opinión que sugiere que "Batson v. Kentucky" (1986), que prohíbe a los fiscales utilizar la raza como factor para presentar impugnaciones perentorias en la selección del jurado, se decidió erróneamente y debería ser anulada. Sin embargo, Gorsuch no se unió a la sección de la opinión de Thomas que sugiere que "Batson" debería ser anulado.

### Cláusula de comercio
Thomas siempre ha apoyado la reducción de la interpretación de la corte de la "Cláusula de comercio interestatal" de la constitución (que a menudo se llama simplemente la "Cláusula de comercio") para limitar el poder federal. Al mismo tiempo, Thomas ha interpretado ampliamente la "inmunidad soberana" de los estados frente a demandas en virtud de la Cláusula de Comercio.
En Estados Unidos contra López  y  Estados Unidos contra Morrison, el tribunal sostuvo que el Congreso carecía de poder en virtud de la Cláusula de Comercio para regular las actividades no comerciales. En estos casos, Thomas escribió una opinión concurrente separada argumentando el significado original de la Cláusula de Comercio. Posteriormente, en  Gonzales v. Raich, el tribunal interpretó la Cláusula de comercio interestatal combinada con la "Cláusula necesaria y adecuada" para facultar al gobierno federal de arrestar, procesar y encarcelar personas que usaron marihuana cultivada en casa con fines medicinales, incluso cuando la actividad sea legal en ese estado en particular. Thomas disintió en "Raich", nuevamente defendiendo el significado original de la Cláusula de Comercio.
Thomas y Scalia habían rechazado la noción de una "Cláusula de comercio inactivo", también conocida como la "Cláusula de comercio negativo". Esa doctrina prohíbe la regulación comercial estatal incluso si el Congreso aún no ha actuado al respecto.
En "López", Thomas expresó su opinión de que la regulación federal de la manufactura o la agricultura es inconstitucional; él considera que ambos están fuera del alcance de la Cláusula de Comercio. Él cree que los legisladores federales han extendido demasiado la Cláusula de Comercio, mientras que algunos de sus críticos argumentan que la posición de Thomas sobre la autoridad del Congreso invalidaría gran parte del trabajo contemporáneo del gobierno federal. Según Thomas, no es tarea del tribunal actualizar la constitución. Los defensores del poder nacional amplio como el profesor  Michael Dorf niegan que estén tratando de actualizar la constitución. En cambio, argumentan que simplemente están abordando un conjunto de hechos económicos que no existían cuando se redactó la constitución.

### Poder ejecutivo, federalismo y estatutos federales

#### Poder ejecutivo

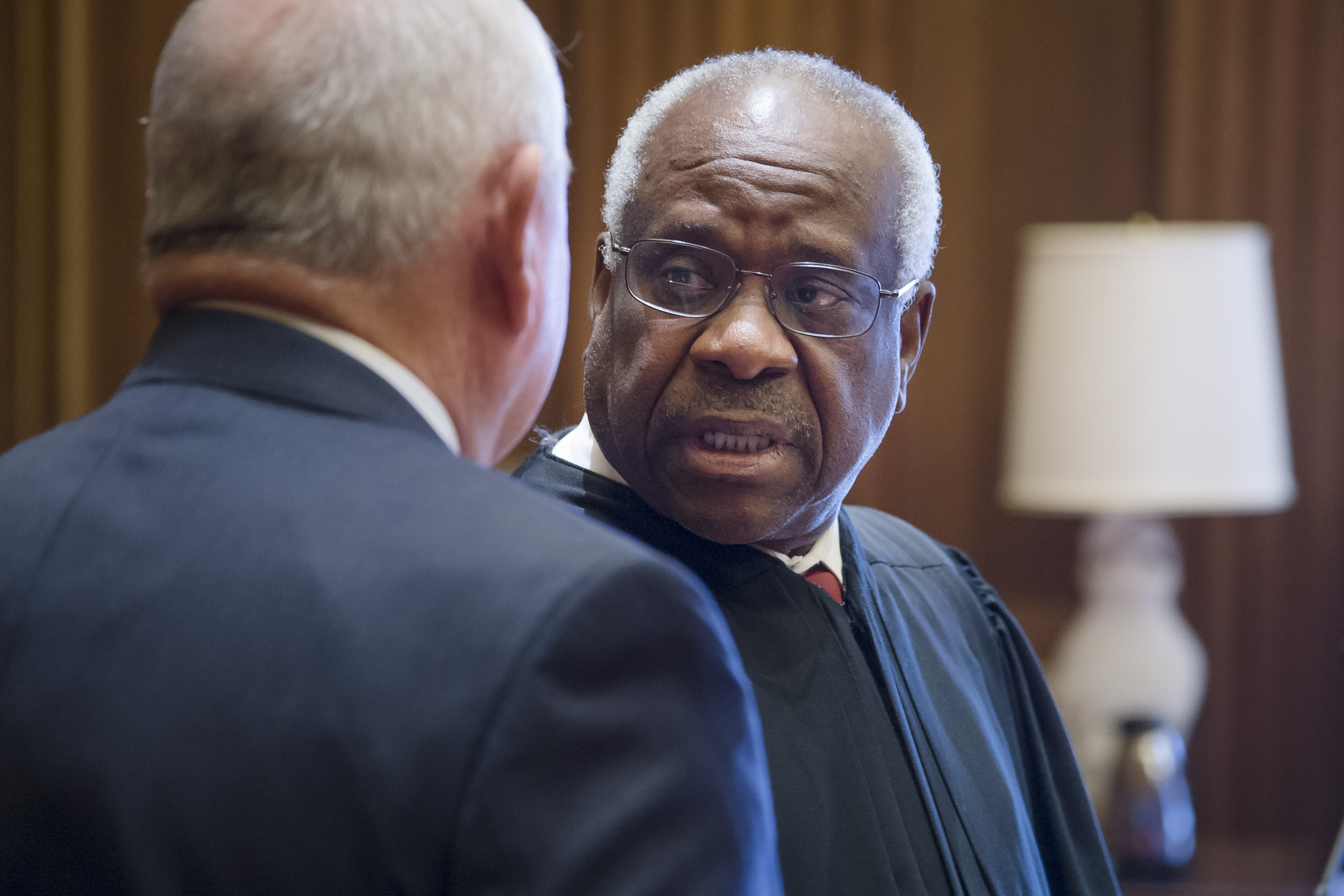
Thomas hablando con el Secretario de Agricultura Sonny Perdue en 2017

Thomas ha argumentado que el poder ejecutivo tiene amplia autoridad bajo la constitución y los estatutos federales. En "Hamdi v. Rumsfeld", él fue el único juez que estuvo de acuerdo con el Cuarto Circuito en que el Congreso tenía poder para autorizar la detención de ciudadanos estadounidenses que fueran combatientes enemigos. Thomas otorgó al gobierno federal las "presunciones más fuertes" y dijo que "el debido proceso no requiere más que una determinación ejecutiva de buena fe" para justificar el encarcelamiento de Hamdi, un ciudadano estadounidense.
Thomas también fue uno de los tres jueces que discreparon en "Hamdan v. Rumsfeld", que sostuvo que las comisión militar de Guantánamo establecidas por la administración Bush para juzgar a los detenidos en Guantánamo Bay requería autorización explícita del Congreso y sostenía que las comisiones entraban en conflicto con el Código uniforme de justicia militar (UCMJ) y "al menos" el artículo común tres de los Convenios de Ginebra Thomas argumentó que Hamdan era un  combatiente ilegal y por lo tanto no protegido por la Convención de Ginebra, y estuvo de acuerdo con el juez Scalia en que el tribunal era "evidentemente erróneo" en su declaración de jurisdicción en este caso.
En el caso del tribunal de apelaciones del noveno circuito de los Estados Unidos "East Bay Sanctuary Covenant v. Trump" (2018), que impuso una orden judicial sobre la política de asilo de la administración de Donald Trump, Thomas disintió de una denegación de solicitud de estadía. El Noveno Circuito impuso una orden judicial sobre la política de la administración Trump que solo concedía asilo a los refugiados que ingresaban desde un puerto de entrada designado, dictaminando que viola la ley de inmigración y nacionalidad de 1952. La opinión mayoritaria del Juez del Noveno Circuito Jay Bybee en una orden judicial concluyó que la denegación de la capacidad de solicitar asilo independientemente del punto de entrada es "el más básico de los derechos que un extranjero debe tener para solicitar asilo, independientemente de si llegó a través de un puerto de entrada, si otra regla la hace categóricamente inelegible para el asilo basándose precisamente en ese hecho". Los colegas de la Corte Suprema de Thomas Neil Gorsuch, Samuel Alito y Brett Kavanaugh también discreparon en la decisión 5-4 de la Corte Suprema de denegar una suspensión de la orden judicial del Noveno Circuito.

#### Federalismo
El Federalismo fue una parte central de la agenda constitucional de la Corte Rehnquist. Thomas votó constantemente por resultados que promovían la autoridad del gobierno estatal, en casos que involucraban límites basados en el federalismo a los poderes del Congreso federal.  Según la profesora de derecho Ann Althouse, el tribunal aún tiene que avanzar hacia "la versión más amplia y basada en principios del federalismo propuesta por el juez Thomas".
En Foucha v. Louisiana, Thomas discrepó de la opinión de la mayoría que requería el traslado de una institución mental, de un preso que había recuperado la cordura. El tribunal sostuvo que un estatuto de Luisiana violó la cláusula del debido proceso "porque permite que un absuelto por demencia sea internado en una institución mental hasta que pueda demostrar que no es peligroso para sí mismo y para los demás, aunque no sufra alguna enfermedad mental ". En disentimiento, Thomas planteó la cuestión como una cuestión de federalismo. "Retirar a los absueltos por locura de las instituciones mentales puede tener mucho sentido como una cuestión de política", concluyó, "pero la Cláusula de debido proceso no requiere que los Estados se ajusten a las preferencias políticas de los jueces federales". En "Estados Unidos v. Comstock", la disidencia de Thomas argumentó a favor de la liberación de un ex prisionero federal del compromiso civil, nuevamente sobre la base del federalismo.  En "nosotros. Term Limits, Inc. v. Thornton , fue el autor del disenso que defiende los límites de mandato de los candidatos a la cámara federal y al senado como un ejercicio válido del poder legislativo estatal.

#### Estatutos federales
A partir de 2007, Thomas era el juez más dispuesto a ejercer revisión judicial de los estatutos federales, pero entre los menos propensos a anular los estatutos estatales.  Según un editorial de  The New York Times , "de 1994 a 2005 ... el juez Thomas votó a favor de revocar las leyes federales en 34 casos y el juez Scalia en 31, en comparación con sólo 15 para el juez Stephen Breyer".
En el caso de 2009 “Distrito Municipal de Servicios Públicos No. 1 del Noroeste de Austin contra Holder”, Thomas fue el único disidente, votando a favor de descartar la Sección Cinco de la Ley de Derechos Electorales de 1965. La Sección Cinco requiere que los estados con un historial de discriminación racial de votantes —en su mayoría estados del viejo Sur— obtengan la autorización del Departamento de Justicia al revisar los procedimientos electorales. Aunque el Congreso había reautorizado la Sección Cinco en 2006 por otros 25 años, Thomas dijo que la ley ya no era necesaria, y señaló que la tasa de votantes negros en siete estados de la Sección Cinco era más alta que el promedio nacional. Thomas dijo que "la violencia, la intimidación y el subterfugio que llevaron al Congreso a aprobar la Sección 5 y esta corte a defenderla ya no permanecen". De nuevo tomó esta posición en el caso del condado de Shelby contra Holder, votando con la mayoría y coincidiendo con el razonamiento que derogó la Sección Cinco.

### Declaración de derechos

#### Primera Enmienda
En 2002, Thomas era el segundo más probable entre los nueve jueces en defender los reclamos de libertad de expresión (empatados con David Souter). Ha votado a favor de los reclamos de la  Primera Enmienda en casos que involucran una amplia variedad de temas, incluida la pornografía, contribuciones de campañas, folletos políticos, discursos religiosos y discursos comerciales.[cita requerida]
Con respecto a la Cláusula de Establecimiento, Thomas defiende el acomodación (El acomodacionismo es una interpretación judicial que defiende que "el gobierno puede apoyar o respaldar a los establecimientos religiosos siempre que trate a todas las religiones por igual y no muestre un trato preferencial". Los acomodadores defienden la opinión de que "los individuos religiosos y / o las entidades religiosas pueden ser acomodados por el gobierno con respecto a cosas como el libre ejercicio de los derechos, el acceso a los programas e instalaciones gubernamentales y la expresión religiosa").
Thomas ha hecho pública su creencia de que todos los límites a las contribuciones a las campañas federales son inconstitucionales y deben eliminarse. Thomas votó con la mayoría en Citizens United v. FEC, a favor del denunciante (Citizens United).
En ocasiones, sin embargo, Thomas ha estado en desacuerdo con los demandantes de libertad de expresión. Por ejemplo, discrepó en "Virginia v. Black]", un caso que anuló parte de un estatuto de Virginia que prohibía quema de cruces. Coincidiendo en "Morse v. Frederick", argumentó que los derechos de libertad de expresión de los estudiantes en escuela pública (financiada por el gobierno) son limitados. En  Walker v. División de Texas, Hijos de Veteranos Confederados , se unió a la opinión mayoritaria de que la decisión de Texas de denegar una solicitud de una bandera de batalla confederada en placas de matrícula de vehículos y placa de licencia especial es constitucional.
Thomas fue el autor de la decisión en  Ashcroft v. ACLU , que sostuvo que la ley de protección infantil en línea podría (o no) ser constitucional. Se ordenó al gobierno que lo hiciera cumplir, en espera de nuevos procedimientos en los tribunales inferiores.  Thomas escribió coincidencias en  McIntyre v. Comisión Electoral de Ohio citando United States v. Playboy Entertainment Group (2000).
En Elk Grove Unified School District v. Newdow Thomas escribió: "Es muy posible que cualquier cosa que viole la incorporada cláusula de establecimiento en realidad viola la cláusula de Libre Ejercicio, poniendo en duda aún más la utilidad de incorporar la cláusula de Establecimiento ". y en "Cutter v. Wilkinson", Thomas escribió: "Sin embargo, noto que hay una ley estatal que violaría la Cláusula de Establecimiento incorporada, también podría violar la Cláusula de Libre Ejercicio".
Thomas dice que "tiene poco sentido incorporar la Cláusula de Establecimiento" "vis-à-vis" los estados mediante la Decimocuarta Enmienda].

#### Segunda Enmienda
Thomas estuvo de acuerdo con la sentencia en  McDonald v. Chicago  (2010) de que el  derecho a poseer y portar armas es aplicable a los gobiernos estatales y locales, pero Thomas escribió una concurrencia separada encontrando que el derecho de un individuo a portar armas es fundamental como un privilegio de la ciudadanía estadounidense bajo la cláusula de privilegios o inmunidades más que como un derecho fundamental bajo la cláusula debido proceso. Los cuatro magistrados de la opinión de pluralidad rechazaron específicamente la incorporación bajo la cláusula de privilegios o inmunidades, que, según la pluralidad, había sostenido que la cláusula se aplicaba sólo a asuntos federales.
Desde 2010, Thomas ha estado en desacuerdo con la denegación de certiorari en varios casos de la Segunda Enmienda. Habría votado para otorgar certiorari en  Friedman v. City of Highland Park  (2015), que mantuvo la prohibición de ciertos rifles semiautomáticos,  Jackson v. San Francisco  (2014), que mantuvo el seguro del gatillo. ordenanzas similares a las anuladas en  Heller , Peruta v. Condado de San Diego (2016), que mantenían licencias restrictivas de porte oculto en California, y  Silvester v. Becerra  (2017), que mantuvo los períodos de espera para los compradores de armas de fuego que ya pasaron la verificación de antecedentes y ya poseen armas de fuego. A él se le unieron el juez Scalia en los dos primeros y el juez Gorsuch en "Peruta".
Thomas disintió de la denegación de una solicitud de suspensión presentada al presidente del Tribunal Supremo John Roberts en el caso del Tribunal de Apelaciones de los Estados Unidos para el circuito del Distrito de Columbia  Guedes v. Bureau of Alcohol, Tobacco, Firearms, and Explosives  (2019), un caso que desafía la prohibición de la administración de Donald Trump sobre bump stocks. Solo Thomas y Neil Gorsuch disentían públicamente.

#### Cuarta Enmienda
En los casos relacionados con la  Cuarta Enmienda, que prohíbe los registros e incautaciones irrazonables, Thomas a menudo favorece a la policía sobre los acusados. Por ejemplo, su opinión para el tribunal en  Board of Education v. Earls  confirmó las pruebas de detección de drogas para los estudiantes involucrados en actividades extracurriculares, y volvió a escribir para el tribunal en  Samson v. California] , permitiendo búsquedas aleatorias. Disintió en el caso  Georgia v. Randolph , que prohibía registros sin orden judicial que un residente aprueba y el otro se opone, argumentando que el caso estaba controlado por la decisión del tribunal en  Coolidge v. New Hampshire . En Indianapolis v. Edmond, Thomas describió la jurisprudencia existente de la corte diciendo que "las incautaciones de barricadas sin sospechas son constitucionalmente permisibles si se llevan a cabo de acuerdo con un plan que limita la discreción de los oficiales que realizan las paradas". Aunque expresó dudas de que esos casos se decidieran correctamente, llegó a la conclusión de que, dado que los litigantes del caso en el bar no habían informado ni argumentado que se anularan los casos anteriores, creía que el tribunal debería asumir su validez y pronunciarse en consecuencia. Sin embargo, fue mayoría en "Kyllo v. Estados Unidos", que sostuvo que el uso de tecnología de imágenes térmicas para sondear la casa de un sospechoso, sin una orden judicial, violaba la Cuarta Enmienda.
En los casos que involucran escuelas, Thomas ha abogado por un mayor respeto por la doctrina de In loco parentis, que él define como "los padres delegan en los maestros su autoridad para disciplinar y mantener el orden". Su disensión en "Distrito Escolar Unificado de Safford v. Redding" ilustra su aplicación de este postulado en el contexto de la Cuarta Enmienda. Los funcionarios escolares en el caso "Safford" tenían una sospecha razonable de que Savana Redding, de 13 años, estaba distribuyendo ilegalmente medicamentos con receta. Todos los jueces coincidieron en que, por lo tanto, era razonable que los funcionarios de la escuela registraran a Redding, y la cuestión principal ante el tribunal era solo si la búsqueda fue demasiado lejos al convertirse en un registro al desnudo o algo similar.  Todos los jueces, excepto Thomas, concluyeron que esta búsqueda violaba la Cuarta Enmienda. La mayoría requirió un hallazgo de peligro o una razón para creer que las drogas estaban escondidas en la ropa interior de un estudiante para justificar un registro sin ropa. Por el contrario, dijo Thomas, "Es un error que los jueces asuman la responsabilidad de decidir qué reglas escolares son lo suficientemente importantes como para permitir búsquedas invasivas y cuáles no". y que "la sospecha razonable de que Redding estaba en posesión de drogas en violación de estas políticas, es por lo tanto, justificación para una búsqueda que se extendiera a cualquier área donde pudieran ocultarse pequeñas píldoras". Thomas dijo: "No puede haber duda de que un padre habría tenido la autoridad para realizar la búsqueda".

#### Sexta Enmienda
en  Doggett v. Estados Unidos , el acusado había sido técnicamente un fugitivo desde el momento en que fue acusado en 1980 hasta su arresto en 1988. El tribunal sostuvo que la demora entre la acusación y el arresto violaba el [[ Sexta Enmienda a la Constitución de los Estados Unidos (Sexta Enmienda)] derecho a un juicio rápido]], encontrando que el gobierno había sido negligente al perseguirlo y que él no estaba al tanto de la acusación.. Thomas disintió, argumentando que el propósito de la Cláusula de Juicio Rápido era evitar "'encarcelamientos indebidos y opresivos' y la 'ansiedad y preocupación que acompañan a la acusación pública'" y que el caso no implica a ninguno de los dos. En cambio, planteó el caso como "presentando la pregunta de si, independientemente de estas preocupaciones fundamentales, la Cláusula de juicio rápido protege al acusado de dos daños adicionales: (1) perjuicio a su capacidad para defenderse causado por el el paso del tiempo y (2) la alteración de su vida años después de la presunta comisión de su crimen ". Thomas discrepó de la decisión de la corte de, según él, responder a la primera afirmativamente. Thomas escribió que desestimar la condena "invita a los jueces de la Nación a realizar una segunda conjetura ad hoc y basada en los resultados de los esfuerzos de investigación del gobierno. Nuestra Constitución no contempla ni tolera ese papel".
En "Garza v. Idaho", Thomas y su colega Neil Gorsuch, en una disensión, sugirieron "Gideon v. Wainwright" (1963), que estableció que al criminal indigente se proporcionó un abogado, se decidió erróneamente y debe ser anulado.

#### Octava Enmienda
Con respecto a la pena capital, Thomas fue uno de los disidentes en "Atkins v. Virginia" y "Roper v. Simmons", que sostuvo que la Octava Enmienda a la Constitución de los Estados Unidos prohíbe la aplicación de la pena de muerte a determinadas clases de personas. En Kansas v. Marsh, su opinión para el tribunal indicó la creencia de que la constitución otorga a los estados una amplia libertad procesal para imponer la pena de muerte, siempre que permanezcan dentro de los límites de  Furman v. Georgia  y  Gregg v. Georgia, el caso de 1976 en el que el tribunal había revocado su prohibición de 1972 sobre las condenas a muerte si los estados seguían las directrices de procedimiento.[cita requerida]
En  Hudson v. McMillian, un prisionero había sido golpeado, y dejado con un labio agrietado, una placa dental rota, dientes flojos, cortes y moretones. Aunque no se trataba de "lesiones graves", consideró el tribunal, sostuvo que "el uso de fuerza física excesiva contra un preso puede constituir un castigo cruel e inusual aunque el preso no sufra lesiones graves". En disentimiento, Thomas escribió que, en su opinión, "un uso de la fuerza que cause solo un daño insignificante a un prisionero puede ser inmoral, puede ser un acto ilícito, puede ser criminal e incluso puede ser remediable bajo otras disposiciones de la Constitución Federal. , pero no es un 'castigo cruel e inusual'. Al concluir lo contrario, la Corte de hoy va mucho más allá de nuestros precedentes ". El voto de Thomas, en uno de sus primeros casos después de unirse a la corte, fue un ejemplo temprano de su voluntad de ser el único disidente (Scalia luego se unió a la opinión). La opinión de Thomas fue criticada por la mayoría de los siete miembros del tribunal, que escribió que, al comparar la agresión física con otras condiciones carcelarias, como la mala alimentación en la prisión,. Según el historiador David Garrow, la disidencia de Thomas en  Hudson  fue un "llamado clásico a la moderación judicial federal, que recuerda los puntos de vista sostenidos por Felix Frankfurter y John M. Harlan II una generación antes , pero le llovieron críticas editoriales ". Thomas respondería más tarde a la acusación "de que apoyé la golpiza a los prisioneros en ese caso. Bueno, uno debe ser analfabeto o estar lleno de malicia para llegar a esa conclusión ... ninguna lectura honesta puede llegar a tal conclusión".
En "Estados Unidos contra Bajakajian", Thomas se unió al bloque más liberal de la corte para tomar la opinión de la mayoría declarando inconstitucional una multa bajo la Octava Enmienda. La multa fue por no declarar más de $ 300,000 en una maleta en un vuelo internacional. Según un estatuto federal,  18 U.S.C. § 982(a)(1), el pasajero habría tenido que perder el monto total. Thomas señaló que el caso requería que se hiciera una distinción entre el decomiso civil y una multa impuesta con la intención de castigar al demandado. Encontró que la confiscación en este caso claramente tenía la intención de ser un castigo, al menos en parte, era "extremadamente desproporcionada" y era una violación de la  Cláusula de multas excesivas.
Thomas ha escrito que, en su opinión, la cláusula de "Castigo cruel e inusual" de la Octava Enmienda "no contiene un principio de proporcionalidad", lo que significa que la cuestión de si una sentencia debe ser rechazada como "castigo cruel e inusual" depende únicamente de la propia sentencia. Estaba de acuerdo con la decisión de la Corte de rechazar una solicitud de revisión de un peticionario que había sido sentenciado de 25 años a cadena perpetua, bajo la ley de "Tres Strikes" de California, por robar palos de golf, porque el valor combinado de los palos convirtió el robo en un delito grave, y tenía dos delitos graves anteriores en sus antecedentes penales.

### Igualdad de protección y acción afirmativa
Thomas cree que la Cláusula sobre protección igualitaria de la Decimocuarta Enmienda prohíbe la consideración de la raza, y acción afirmativa basada en la raza o el trato preferencial. En Adarand Constructors v. Peña, por ejemplo, escribió que "hay una 'equivalencia moral y constitucional entre las leyes diseñadas para subyugar una raza y las que distribuyen beneficios sobre la base de la raza en y para fomentar alguna noción actual de igualdad. El gobierno no puede igualarnos; solo puede reconocernos, respetarnos y protegernos como iguales ante la ley. Que los programas de acción afirmativa puedan haber sido motivados, en parte, por buenas intenciones no pueden proporcionar execiones del principio de que bajo nuestra Constitución, el gobierno no puede hacer distinciones por motivos de raza. "
En  Gratz v. Bollinger , Thomas dijo que, en su opinión, "el uso de la discriminación racial por parte de un Estado en las admisiones a la educación superior está categóricamente prohibido por la Cláusula de Protección Igualitaria".  En Parents Involved in Community Schools v. Seattle School District No. 1, Thomas se unió a la opinión del presidente del tribunal supremo Roberts, quien concluyó que " La manera de detener la discriminación por motivos de raza es dejar de discriminar por base de la raza. " Al mismo tiempo, Thomas escribió que "si nuestra historia nos ha enseñado algo, nos ha enseñado a tener cuidado con las élites que llevan teorías raciales", y  argumentó que la disidencia a su tesis tenía "similitudes" con los argumentos de los litigantes segregacionistas en Brown v. Junta de Educación.
En Grutter v. Bollinger, citó con aprobación la disidencia del juez Harlan Plessy v. Ferguson: "Nuestra Constitución es ciega al color y no conoce ni tolera la distención de clases entre los ciudadanos."  En concurrencia en Missouri v. Jenkins (1995), escribió que el Tribunal de Distrito de Misuri "ha leído nuestros casos para apoyar la teoría de que los estudiantes negros sufren un daño psicológico no especificado por la segregación que retrasa su y desarrollo educativo. Este enfoque no sólo se basa en investigaciones de ciencias sociales cuestionables más que en principios constitucionales, sino que también se basa en una suposición de inferioridad negra ".

### Aborto y planificación familiar
Thomas ha sostenido que la  Constitución no aborda la cuestión del aborto. En  Planned Parenthood v. Casey  (1992), el tribunal reafirmó  Roe v. Wade. Thomas junto con el  Juez Byron White se unieron a las opiniones disidentes del Presidente del Tribunal Supremo de los Estados Unidos William Rehnquist y el juez Antonin Scalia. Rehnquist escribió que "creemos que  Roe  se decidió erróneamente, y que puede y debe ser anulado de manera consistente con nuestro enfoque tradicional de stare decisis en casos constitucionales". La opinión de Scalia concluyó que el derecho a obtener un aborto no es "una libertad protegida por la Constitución de los Estados Unidos". "La Constitución no dice absolutamente nada al respecto", escribió Scalia, "y las antiguas tradiciones de la sociedad estadounidense han permitido que se proscriba legalmente".
En Stenberg v. Carhart  (2000), el tribunal anuló una prohibición estatal sobre el aborto por nacimiento parcial, concluyendo que no cumplía con el "carga indebida "prueba establecida en  Planned Parenthood v. Casey | Casey. Thomas disintió y escribió: "Aunque un Estado  puede  permitir el aborto, nada en la Constitución dicta que un Estado deba hacerlo". Continuó criticando el razonamiento del Casey ' Mayorías 'y' Stenberg ": "La insistencia de la mayoría en una excepción sanitaria es una hoja de parra que apenas cubre su hostilidad a cualquier regulación del aborto por parte de los Estados, una hostilidad que' 'Casey' 'pretendía rechazar".
En Gonzales v. Carhart (2007), el tribunal rechazó un desafío facial a una prohibición federal del aborto por nacimiento parcial. Coincidiendo, Thomas afirmó que el La jurisprudencia del aborto de la corte no tenía base en la constitución, pero que la corte había aplicado con precisión esa jurisprudencia al rechazar la impugnación. Thomas agregó que la corte no estaba decidiendo la cuestión de si el Congreso tenía el poder de prohibir los abortos por nacimiento parcial: " usando la ley constituye un ejercicio permisible del poder del Congreso en virtud de la Cláusula de Comercio, no es ante la Corte (en este caso)... las partes no plantearon ni informaron sobre esa cuestión; está fuera de la pregunta presentada; y los tribunales inferiores no la abordaron. "
En diciembre de 2018, Thomas presentó una disidencia cuando la Corte Suprema votó en contra de la audiencia de casos presentados por los estados de Luisiana y Kansas para negar los fondos de Medicaid a Planned Parenthood. Los jueces Alito y Gorsuch se unieron a la disidencia de Thomas, argumentando que la Corte Suprema estaba “abdicando de su deber judicial. "
En febrero de 2019, Thomas se unió a tres de los otros jueces conservadores de la corte que votaron para rechazar una suspensión para bloquear temporalmente una ley que restringen el aborto en Luisiana. La ley que suspendió temporalmente la corte, en una decisión de 5 a 4, requeriría que los médicos que realizaran abortos tuvieran privilegios de admisión en los hospistales .
En Box v. Planned Parenthood of Indiana and Kentucky, Inc." (2019), una decisión que confirma la disposición de la restricción de aborto de Indiana con respecto a la eliminación de restos fetales en un escrutinio racional, pero también mantiene los fallos judiciales que anulan la prohibición sobre la raza, el sexo y la discapacidad; Thomas escribió una opinión concurrente comparando el aborto y el control de la natalidad con la eugenesia, que se practicaba en los Estados Unidos a principios del siglo XX, y por el gobierno nazi en Alemania en las décadas de 1930 y 1940; además de comparar la decisión de "Box" con "Buck v. Bell" (1927), que confirmó una ley de esterilización forzada con respecto a personas con discapacidades mentales. (En su opinión, Thomas citó el apoyo de Margaret Sanger a la anticoncepción como una forma de control reproductivo personal que ella consideraba superior a "los horrores del aborto y el infanticidio" (redacción de Sanger, citada por Thomas en su opinión)). La opinión de Thomas se refirió varias veces al libro Imbeciles: The Supreme Court, American Eugenics, and the Sterilization of Carrie Buck por el historiador / periodista  Adam Cohen.
En "Box", sólo Thomas, Sonia Sotomayor y Ruth Bader Ginsburg registraron públicamente sus votos. Ginsburg y Sotomayor coincidieron en parte y disintieron en parte, declarando que habrían confirmado la decisión del tribunal inferior de anular la prohibición de raza, sexo y discapacidad; así como la decisión del tribunal inferior que anula la disposición de eliminación de restos fetales.

### Demandas LGTB
En "Romer v. Evans" (1996), Thomas se unió a la opinión disidente de Scalia argumentando que la Enmienda Dos de la Constitución del Estado de Colorado no violaba la cláusula de Protección Igualitaria de la  Decimocuarta Enmienda de la Constitución de Estados Unidos. La enmienda de Colorado prohibió cualquier acción judicial, legislativa o ejecutiva diseñada para penalizar de forma especial y no igualitaria a las acciones discriminatorias basadas en "orientación, conducta, prácticas o relaciones homosexuales".
En "Lawrence v. Texas" (2003), Thomas emitió un disenso de una página en el que calificó el estatuto de Texas que prohíbe la sodomía como "extraordinariamente tonto", una frase utilizada originalmente por el juez Stewart. Luego dijo que si fuera miembro de la legislatura de Texas votaría a favor de derogar la ley, ya que no valía la pena utilizar "recursos para hacer cumplir la ley" para vigilar el comportamiento sexual privado. Sin embargo, Thomas opinó que la Constitución no contenía el derecho a la privacidad; por lo tanto, no votó para derogar el estatuto. En consecuencia, Thomas vio el asunto como un asunto que los estados debían decidir por sí mismos.
En Bostock v. Condado de Clayton, Georgia (2020), Thomas se unió a los jueces asociados Samuel Alito y Brett Kavanaugh para disentir contra la decisión de que el Título VII de la Ley de Derechos Civiles de 1964 que protege a los empleados contra la discriminación basada en orientación sexual. Thomas y Alito escribieron un disenso juntos, y Kavanaugh escribió un disenso por separado. La mayoría del 6–3 en el fallo consistió en dos  Republicanos jueces designados, Presidente del Tribunal Supremo John Roberts y Justicia Neil Gorsuch, junto con cuatro jueces del partido demócrata: Ruth Bader Ginsburg, Stephen Breyer, Sonia Sotomayor, y Elena Kagan.
En octubre de 2020, Clarence Thomas se unió a los otros jueces para denegar una apelación de Kim Davis, un secretario del condado que se negó a otorgar licencias de matrimonio a parejas del mismo sexo, pero escribió una opinión separada reiterando su desacuerdo con él  y expresando su creencia de que el fallo se decidió erróneamente.

## Aproximación a los argumentos orales
Thomas es bien conocido por su reticencia durante la discusión oral. Comenzando cuando hizo una pregunta durante un caso de pena de muerte el 22 de febrero de 2006, Thomas no hizo otra pregunta desde el tribunal durante más de diez años, finalmente hizo una pregunta el 29 de febrero de 2016, sobre una respuesta a una pregunta sobre si las personas condenadas por delitos menores de violencia doméstica deben tener prohibido permanentemente la posesión de armas de fuego. También había una racha de casi siete años de no hablar en absoluto en ningún contexto, rompiendo finalmente ese silencio el 14 de enero de 2013, cuando se entendió que él, un graduado de Derecho de Yale, bromeó sobre que un título en derecho de Yale o de Harvard podría ser prueba de incompetencia. Thomas asumió un papel más importante en el interrogatorio cuando la Corte Suprema pasó a celebrar argumentos por teleconferencia en mayo de 2020 debido a la pandemia de COVID-19 que lo obligaba a hablar; antes de eso, habló en 32 de los aproximadamente 2.400 argumentos desde 1991.
Thomas ha dado muchas razones para su silencio, incluida la timidez acerca de cómo habla, la preferencia por escuchar a los que discuten el caso y la dificultad para pronunciar ciertas palabras por tener una lengua materna diferente. Los hábitos de hablar y escuchar de Thomas también pueden haber sido influenciados por su educación en Idioma gulá, durante la cual su inglés fue relativamente poco pulido.
En 2000, le dijo a un grupo de estudiantes de secundaria que "si esperan lo suficiente, alguien hará su pregunta". Aunque rara vez habla desde el banquillo, Thomas ha reconocido que a veces, durante los argumentos orales, pasa notas a su amigo y colega  Juez Stephen Breyer, quien luego hace preguntas. en nombre de Thomas.
En noviembre de 2007, Thomas le dijo a una audiencia en Hillsdale College: "¡Mis colegas deberían callarse!" Más tarde explicó: "No creo que para juzgar y para lo que estamos haciendo, todas esas preguntas sean necesarias". Según Amber Porter de ABC News, uno de los ejemplos más notables de un caso poco común en el que Thomas hizo una pregunta fue en 2002 durante los argumentos orales para  Virginia v. Black , cuando expresó su preocupación a Michael Dreeben, quien había estado hablando en nombre del Departamento de Justicia de los EE. UU., De que "en realidad estaba subestimando el simbolismo ... y el efecto de ... la cruz ardiente" y su uso como símbolo del "reinado del terror "de "100 años de linchamiento y actividad en el sur por parte de los Caballeros del el Ku Klux Klan " .
Thomas no es el primer juez silencioso. En las décadas de 1970 y 1980,  William J. Brennan, Thurgood Marshall y Harry Blackmun generalmente estaban en silencio; sin embargo, el silencio de Thomas se destacó en la década de 1990 cuando los otros ocho jueces se comprometieron en un interrogatorio activo. The New York Times El corresponsal de la Corte Suprema Adam Liptak ha calificado de "lástima" que Thomas no hace preguntas, diciendo que tiene una "filosofía jurídica distintiva y un trasfondo completamente diferente al de cualquier otro juez" y que las que hizo en los términos de 2001 y 2002 eran "en su mayoría buenas preguntas, enérgicas y directas". Por el contrario, Jeffrey Toobin, del The New Yorker', llama al silencio de Thomas un comportamiento "vergonzoso" que ha "pasado de ser curioso a extraño y a francamente vergonzoso , por sí mismo y por la institución que representa ".
En un artículo de 2017 en Northwestern University Law Review, RonNell Andersen Jones y Aaron L. Nielson argumentaron que, si bien hacen pocas preguntas, "en muchos sentidos, Thomas es un modelo de buenas preguntas."

## Vida personal

### Familia
En 1971, Thomas se casó con su novia de la universidad, Kathy Grace Ambush. Tuvieron un hijo, Jamal Adeen. Se separaron en 1981 y se divorciaron en 1984. En 1987, Thomas se casó con  Virginia Lamp, una cabildeadora y asistente del congresista republicano Dick Armey. En 1997, acogieron al sobrino nieto de Thomas, que entonces tenía seis años, Mark Martin Jr., que había vivido con su madre en la vivienda pública de Savannah.
La segunda esposa de Thomas permaneció activa en  política conservadora, sirviendo como consultora de la Fundación Heritage, y como fundadora y presidenta de Liberty Central. En 2011, renunció a Liberty Central para abrir una firma de cabildeo conservadora, promocionando su "experiencia y conexiones", reuniéndose con congresistas republicanos recién elegidos y describiéndose a sí misma como una "embajadora del Tea Party". También en 2011, 74 miembros demócratas de la Cámara de Representantes escribieron que Thomas debería recusarse en casos relacionados con la Ley del Cuidado de Salud a Bajo Precio (Affordable Care Act), debido a la "apariencia de un conflicto de intereses" basado en el trabajo de su esposa.

### Religión
Thomas se reconcilió con la Iglesia Católica a mediados de la década de 1990. Thomas es (a partir de 2019) uno de los 14 jueces católicos practicantes en la historia de la Corte, de un total de 114 jueces, y uno de los seis que sirven actualmente (junto con Samuel Alito, Brett Kavanaugh, John Roberts, Sonia Sotomayor y Amy Coney Barrett).

### Acusación de Moira Smith
En 2016, Moira Smith, abogada, afirmó que Thomas la tocó los glúteos en una cena en 1999, cuando era una becaria de la Fundación Truman. Thomas calificó la acusación de "absurda".

### No divulgación de finanzas
En 2004, Los Angeles Times informó que Thomas había aceptado obsequios de Harlan Crow, un rico inversionista inmobiliario con sede en Dallas y destacado donante republicano, en particular una Biblia, valorada en 19 000 dólares, que alguna vez perteneció al abolicionista Frederick Douglass, y un busto de Abraham Lincoln valorado en 15 000 dólares. Crow también le dio a Thomas un retrato del juez y su esposa, según el pintor de la misma, Sharif Tarabay. La fundación de Crow donó 105 000 dólares a la Escuela de Derecho Yale, la alma mater de Thomas, para el «Justice Thomas Portrait Fund» («Fondo para el retrato del juez Thomas»), según muestran declaraciones de impuestos.
En 2011, Politico informó que Crow dio 500 000 dólares a un grupo del Tea Party fundado por la esposa de Thomas y que Thomas no había informado sus ingresos tras su revelación durante más de una década. También ese año, el grupo de defensa Common Cause informó que entre 2003 y 2007, Thomas no reveló $ 686 589 en ingresos que su esposa obtuvo de The Heritage Foundation, sino que informó «ninguno» en la parte donde se informarían «ingresos conyugales no relacionados con inversiones» en sus formularios de divulgación de finanzas de la Corte Suprema. La semana siguiente, Thomas dijo que la divulgación de los ingresos de su esposa se había «omitido inadvertidamente debido a una mala comprensión de las instrucciones de presentación». Modificó informes que se remontaban a 1989.
En abril de 2023, ProPublica informó que Thomas había «aceptado viajes de lujo prácticamente todos los años» de Crow durante dos décadas y no los informó. Incluían vuelos en el jet privado de Crow, cruceros en el superyate de Crow en lugares de todo el mundo y estadías en el resort privado de Crow en Adirondacks y en el club privado Bohemian Grove. La Ley de Ética Gubernamental exige que los magistrados, jueces, miembros del Congreso y funcionarios federales revelen anualmente los obsequios que reciben. Muchos funcionarios electos criticaron la apariencia de irregularidad, dadas las donaciones de Crow a causas conservadoras y candidatos republicanos, y su servicio en la Junta Directiva del American Enterprise Institute y la Hoover Institution, que han presentado escritos amicus curiae ante la Corte Suprema.
También en abril de 2023, ProPublica informó que una de las empresas de Crow compró una casa y dos lotes baldíos en una calle residencial en Savannah, Georgia, por 133 000 dólares en 2014. Las propiedades eran propiedad en partes iguales de Thomas, su madre y la familia de su hermano fallecido. Thomas no informó la venta en el formulario de divulgación que presentó para 2014. La empresa de Crow también pagó por amplias renovaciones de la casa, donde aún vive la madre de Thomas.
En mayo de 2023, ProPublica informó que Crow había pagado la matrícula de una escuela privada del sobrino nieto de Thomas, Mark Martin, de quien Thomas tenía la custodia legal. Thomas no informó los pagos en sus formularios de declaración financiera, mientras que los expertos en derecho ético dijeron que debían divulgarse como obsequios. Un extracto bancario mostraba que la matrícula mensual en Hidden Lake Academy, una de las dos escuelas que pagaba Crow, era de 6200 dólares. Mark Paoletta, un viejo amigo de Thomas, dijo que Crow pagó un año cada uno en Hidden Lake y Randolph-Macon Academy, que ProPublica estimó en un total de alrededor de 100 000 dólares.
El mismo día, The Washington Post informó que en enero de 2012 el activista judicial conservador Leonard Leo hizo que la firma encuestadora de la encuestadora republicana Kellyanne Conway facturara al Proyecto de Educación Judicial 25.000 dólares, que luego su firma pagó a la firma de Ginni Thomas, Liberty Consulting, por un total de $ 80 000 entre junio de 2011 y junio de 2012. Leo le indicó a Conway que no mencionara el nombre de Thomas en el papeleo. Los documentos que revisó el periódico no indicaban la naturaleza del trabajo que Thomas realizó para el Proyecto de Educación Judicial o la empresa de Conway. En 2012, el Proyecto de Educación Judicial presentó un escrito ante la Corte Suprema en un caso histórico sobre el derecho al voto.
En agosto de 2023, The New York Times informó que Thomas había comprado una casa rodante Prevost Le Mirage XL Marathon por $ 267 230 en 1999, al menos parcialmente con dinero de Anthony Welters, un exejecutivo de UnitedHealthcare y amigo cercano de Thomas. Habría sido poco probable que un banco hubiera ofrecido un préstamo de este tipo, dada la alta capacidad de personalización del vehículo Marathon, lo que puede hacer que los modelos usados sean difíciles de evaluar. Thomas había dicho anteriormente que «había escatimado y ahorrado para pagar el autocar», según el Times, y un amigo, Armstrong Williams, dijo que Thomas le había dicho que «ahorró todo su dinero para comprarlo». Welters dijo en un comunicado que el préstamo había sido «satisfecho» y no dijo directamente que se había cancelado; si no lo hubiera sido y, en cambio, hubiera sido perdonado o liberado, a Thomas se le habría exigido que revelara el dinero como un regalo.
Thomas escribió que se había «adherido a las normas judiciales entonces existentes como lo habían hecho sus colegas, tanto en la práctica como en consulta con la Conferencia Judicial». Los jueces presentan los formularios financieros cada primavera y la mayoría fueron liberados a principios de junio, pero Thomas y Alito solicitaron prórrogas de 90 días, según la Oficina Administrativa de los Tribunales de Estados Unidos, que recopila y publica los formularios. No estaba claro por qué los jueces solicitaron prórrogas.

## Obras publicadas
- Thomas, Clarence (2007). My Grandfather's Son: A Memoir. Harper. ISBN 978-0-06-056555-8. Parámetro desconocido |title-link= ignorado (ayuda)
- Thomas, Clarence (2000). «Why Federalism Matters (Dwight D. Opperman Lecture, Drake University Law School, September 24, 1999)». Drake Law Review 48: 231-238.
- Thomas, Clarence (1999). «Personal Responsibility». Regent University Law Review 12: 317-327.
- Thomas, Clarence (1998). Character. Washington, DC: Heritage Foundation. Archivado desde el original el 16 de agosto de 2000.
- Thomas, Clarance (Autumn 1994). «Punishment and Personhood». City Journal. Archivado desde el original el 31 de octubre de 2020.
- Thomas, Clarence (1989). «The Higher Law Background of the Privileges Or Immunities Clause of the Fourteenth Amendment». Harvard Journal of Law and Public Policy 12: 63.
- Thomas, Clarence (1987). «Toward a Plain Reading of the Constitution: The Declaration of Independence in Constitutional Interpretation. An Afro-American Perspective.». Howard Law Journal 30: 983-996.
- Thomas, Clarence (1987). Why Black Americans Should Look to Conservative Policies. Washington, DC: Heritage Foundation.